# هایک سمرجیان
|
هایک هاکوبیسمرجیان (ارمنی: Հայկ Հակոբի Սեմերջյան؛  زادهٔ ۵ ژوئن ۱۹۱۰ - درگذشته ۲۴ ژوئن ۱۹۸۸) مهندس اهل ارمنستان بود.

## زندگی‌نامه
وی در ۵ ژوئن ۱۹۱۰ در تفلیس به دنیا آمد و از دانشگاه فنی دولتی بائومن مسکو (۱۹۳۷) فارغ‌التحصیل گشت. همچنین برندهٔ جوایزی همچون نشان پرچم سرخ کار، نشان انقلاب اکتبر و نشان لنین شده است. وی در ۲۴ ژوئن ۱۹۸۸ در سن ۷۸ سالگی در مسکو درگذشت.

## یادداشت
1. ↑  տեխնիկական գիտությունների դոկտոր